# Filth in the Beauty
"Filth in the Beauty" é o décimo segundo single da banda japonesa de rock The Gazette, lançado em 1 de novembro de 2006 e incluído no álbum Stacked Rubbish.
Em uma pesquisa entre os leitores do site JRock News, "Filth in the Beauty" foi a terceira canção mais votada como a melhor de The Gazette.

## Promoção e lançamento
O lançamento de "Filth in the Beauty" foi anunciado simultaneamente com "Regret", em agosto de 2006. Foi lançado em duas edições: Optical Impression e Auditory Impression. A primeira possui um videoclipe da música "Filth in the Beauty" e a segunda uma faixa bônus, "Crucify Sorrow".
A turnê em promoção aos dois singles chamada Decomposition Beauty começou em 28 de novembro. Além disso, em outubro os membros passaram por cidades do Japão aparecendo em programas de rádio.

## Recepção
O single alcançou a quinta posição na Oricon Singles Chart. Permanecendo na parada por treze semanas, empata com "Guren" e "Shiver" sendo os singles da banda que ficaram por mais tempo na parada. Na parada da Tower Records Japanese Rock & Pop Singles, ficou em terceiro lugar.

## Faixas
Optical Impression
Todas as letras escritas por Ruki, todas as músicas compostas por the GazettE.
| Disco um (CD) |                       |         |  |
| N.º           | Título                | Duração |  |
| 1.            | "Filth in the Beauty" | 4:11    |  |
| 2.            | "Rich Excrement"      | 3:12    |  |

| Disco dois (DVD) |                                                 |         |  |
| N.º              | Título                                          | Duração |  |
| 1.               | "Filth in the Beauty" (Videoclipe)              | 4:11    |  |
| 2.               | "Filth in the Beauty" (Making-of do videoclipe) |         |  |

Auditory Impression
| N.º | Título                | Duração |  |
| 1.  | "Filth in the Beauty" | 4:11    |  |
| 2.  | "Rich Excrement"      | 3:12    |  |
| 3.  | "Crucify Sorrow"      | 4:05    |  |

## Ficha técnica
the GazettE
- Ruki – vocais
- Uruha – guitarra solo
- Aoi – guitarra rítmica
- Reita – baixo
- Kai – bateria